# Tipula (Pterelachisus) shoshone
Tipula (Pterelachisus) shoshone is een tweevleugelige uit de familie langpootmuggen (Tipulidae). De soort komt voor in het Nearctisch gebied.